# Wolfgang Bathke
Wolfgang Bathke est un acteur allemand né en 1944 à Berlin ; il est connu pour avoir joué dans le téléfilm Les Rescapés de Sobibor en 1987.
Il a notamment fait quelques apparitions dans la série Un cas pour deux en 1988 et 1990, et 1991, et joue le rôle du Commissaire principal Stefan Kehler dans la série En quête de preuves (Im Namen des Gesetzes) depuis 1994.